# Alba María Cabello
Pour les articles homonymes, voir Cabello.
Alba María Cabello Rodilla, née le 30 avril 1986 à Madrid, est une nageuse synchronisée espagnole.

## Carrière
Aux Jeux olympiques de 2008 à Pékin, elle est médaillée d'argent par équipes avec Raquel Corral, Andrea Fuentes, Thais Henríquez, Laura López, Gemma Mengual, Irina Rodríguez et Paola Tirados.
Alba María Cabello remporte aux Jeux olympiques de 2012 à Londres la médaille de bronze par équipes avec Andrea Fuentes, Ona Carbonell, Clara Basiana, Margalida Crespí, Thais Henríquez, Paula Klamburg, Irene Montrucchio et Laia Pons.